# اسنلره‌وارد
اسنلره‌وارد (به هلندی: Snelrewaard) یک منطقهٔ مسکونی در هلند است که در آده‌واتر واقع شده‌است. اسنلره‌وارد ۴۴۰ نفر جمعیت دارد.